# Верин (комарка)
Вери́н (исп. Verín,  галис. Verín)  — район (комарка) в Испании, входит в провинцию Оренсе в составе автономного сообщества Галисия.

## Муниципалитеты
1. Кастрело-дель-Валье
2. Куаледро
3. Ласа (Оренсе)
4. Монтеррей
5. Оимбра
6. Риос (Оренсе)
7. Верин
8. Вильярдевос

1. ↑  https://www.ine.es/dynt3/inebase/index.htm?padre=525